# Court House (metropolitana di Washington)
Court House è una stazione della metropolitana di Washington, situata sul tratto comune delle linee arancione e argento. Si trova ad Arlington, in Virginia, presso il complesso degli edifici governativi e del tribunale della contea di Arlington.
È stata inaugurata il 1º dicembre 1979, contestualmente all'ampliamento della linea arancione da Rosslyn a Ballston-MU.
La stazione è servita da autobus dei sistemi Metrobus  (anch'esso gestito dalla WMATA) e Arlington Transit.